# Горки (Червенський район)
Горки (біл. вёска Горкі) — село в складі Червенського району Мінської області, Білорусь. Село підпорядковане Лядівській сільській раді, розташоване в центральній частині області.